# Regina Wascana Plains (circonscription saskatchewanaise)
Pour les articles homonymes, voir Régina (homonymie) et Wascana.
Circonscription électorale provinciale du Canada
Regina Wascana Plains est une circonscription électorale provinciale de la Saskatchewan au Canada. Elle est représentée à l'Assemblée législative de la Saskatchewan depuis 1991.

## Géographie
La circonscription comprend les quartiers University Park, University Park East, Arcola East-South Side, Varsity Park, Wood Meadows, Woodland Grove, Wascana View, Wascana Crescents et Wascana Park de la ville de Regina, ainsi que la ville de White City.
En 2024, les limites de la circonscription sont redéfinie pour n'inclure que la partie urbaine de Regina.

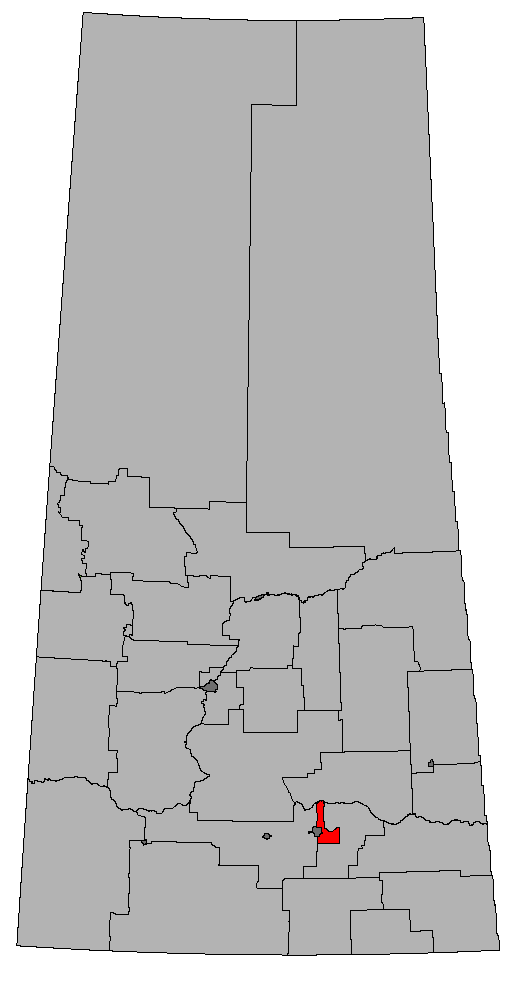
Frontière de la circonscription en 2016.
Frontière de la circonscription en 2022.

## Liste des députés
| Parlement                                                                       | Années                                                                          | Député                                                                          | Député                                                                          | Parti                                                                           |
| Regina Wascana Plains Circonscription issue de Regina Wascana et Regina Dewdney | Regina Wascana Plains Circonscription issue de Regina Wascana et Regina Dewdney | Regina Wascana Plains Circonscription issue de Regina Wascana et Regina Dewdney | Regina Wascana Plains Circonscription issue de Regina Wascana et Regina Dewdney | Regina Wascana Plains Circonscription issue de Regina Wascana et Regina Dewdney |
| ------------------------------------------------------------------------------- | ------------------------------------------------------------------------------- | ------------------------------------------------------------------------------- | ------------------------------------------------------------------------------- | ------------------------------------------------------------------------------- |
| 22e                                                                             | 1991–1995                                                                       |                                                                                 | Doreen Hamilton                                                                 | Néo-démocrate                                                                   |
| 23e                                                                             | 1995–1999                                                                       |                                                                                 | Doreen Hamilton                                                                 | Néo-démocrate                                                                   |
| 24e                                                                             | 1999–2003                                                                       |                                                                                 | Doreen Hamilton                                                                 | Néo-démocrate                                                                   |
| 25e                                                                             | 2003–2007                                                                       |                                                                                 | Doreen Hamilton                                                                 | Néo-démocrate                                                                   |
| 26e                                                                             | 2007–2011                                                                       |                                                                                 | Christine Tell                                                                  | Saskathewanais                                                                  |
| 27e                                                                             | 2011–2016                                                                       |                                                                                 | Christine Tell                                                                  | Saskathewanais                                                                  |
| 28e                                                                             | 2016–2020                                                                       |                                                                                 | Christine Tell                                                                  | Saskathewanais                                                                  |
| 29e                                                                             | 2020–2024                                                                       |                                                                                 | Christine Tell                                                                  | Saskathewanais                                                                  |
| 30e                                                                             | 2024–en cours                                                                   |                                                                                 | Brent Blakley (en)                                                              | Néo-démocrate                                                                   |